# ایلون-لو-ویوی
ایلون-لو-ویوی (به فرانسوی: Aillon-le-Vieux) یک کمون در فرانسه است که در Canton of Le Châtelard واقع شده‌است.

## خصوصیات
ایلون-لو-ویوی ۲۱٫۶۳ کیلومترمربع مساحت و ۱۷۶ نفر جمعیت دارد.